# 入善町立ひばり野小学校
入善町立ひばり野小学校（にゅうぜんちょうりつ ひばりのしょうがっこう）は富山県下新川郡入善町にある公立小学校。

## 沿革
舟見小学校
- 1873年（明治6年）6月20日 - 藤保内神社の境内に光教小学校創立築[1]。
- 1884年（明治17年）7月 - 愛場小学校設立[2]。
- 1887年（明治20年） - 光被小学校、高等科を廃し、尋常科を設置する[3]。
- 1889年（明治22年）12月 - 愛場小学校を合併[3]。
- 1892年（明治25年）9月 - 舟見簡易小学校が舟見尋常小学校と改称[4]。
- 1893年（明治26年）
  - 8月12日 - 高等科を併置し、光教尋常高等小学校に改称[4]。
  - 11月 - 御真影を設置。
- 1895年（明治28年）4月15日 - 県訓令により光教尋常高等小学校が舟見尋常高等小学校に改称[5]。
- 1908年（明治41年）4月 - 尋常科6年高等科3年となる[6]。
- 1911年（明治44年）
  - 同年中 - 補習夜学を開始[7]。
  - 6月 - 校舎新築着工するも暴風雨のため倒潰[7]。
- 1912年（明治45年/大正元年）5月 - 校舎落成移転[7]。
- 1924年（大正14年） - 実業補習学校併設[8]。
- 1928年（昭和3年）
  - 同年中 - 屋内体操場新設[8]。
  - 12月 - 奉安殿設置[8]。
- 1935年（昭和10年） - 青年学校併置[8]。
- 1939年（昭和14年）5月22日 - 校舎増築、炊事場増築[9]。
- 1941年（昭和16年） - 国民学校となる[9]。
- 1951年（昭和26年） - ステージ増築[10]。
- 1954年（昭和29年） - 1955年（昭和30年） - 校舎新築[11]。
- 1956年（昭和31年） - 遊園地建設[11]。
- 1960年（昭和35年） - 学校園中庭整備[12]。

野中小学校
- 1873年（明治6年） - 林尻に洗心小学校創立[13]。
- 1890年（明治23年）4月 - 林尻、愛場、下山の3村をさき、野中簡易小学校と改名[4]。
- 1892年（明治25年）9月 - 野中簡易小学校が野中尋常小学校と改称[4]。
- 1904年（明治37年）8月 - 島迷村128番地に校舎新築落成[7]。
- 1909年（明治42年） - 校舎増築[6]。
- 1936年（昭和11年）12月 - 新校舎落成[9]。
- 1937年（昭和12年）4月 - 高等科併置[9]。
- 1941年（昭和16年） - 国民学校となる[9]。
- 1959年（昭和34年）
  - 同年中 - 入善町立となる[12]。
  - 12月25日 - 新校舎第一期竣工[14]。
- 1960年（昭和35年）10月17日 - 校舎第2期工事竣工[14]。
- 1965年（昭和40年）8月 - 特別教室竣工[15]。
- 1972年（昭和47年）6月30日 - プール完成[16]。

ひばり野小学校
個別に出典が提示されていない箇所の出典→
- 1995年（平成7年）4月6日 - 舟見と野中の両小学校を統合し、ひばり野小学校開校。校歌・校章制定、校旗樹立。開校式を挙行[18]。町内小学校では、初のコンピュータ室が設置され、パソコン16台導入。
- 1996年（平成8年） - 南側スタンド設置。ピロティー舗装。
- 1997年（平成9年） - プール竣工。
- 1999年（平成11年） - グラウンド暗渠排水工事。
- 2000年（平成12年） - 6学年児童がミレニアム記念として、コヒガン20本を校庭に植樹。地域交流事業として、パソコン2台が導入。
- 2001年（平成13年） - パソコンが更新され、児童一人1台体制で、26台導入。ホームページ開設。
- 2002年（平成14年） - グラウンド改修工事。
- 2005年（平成17年） - 創立10周年記念式典挙行し、学習発表会を開催。
- 2008年（平成20年）7月 - スキー山、学級園の移動。
- 2009年（平成21年）3月 - 地デジ対応テレビと電子黒板設置。
- 2013年（平成25年） - 学童保育発足。
- 2015年（平成27年） - 創立20周年記念式典挙行し、学習発表会を開催。
- 2019年（令和元年） - 入善町小学校小規模校特認校指定。

## 周辺
- 富山県道108号舟見入善線
- 富山県道13号朝日宇奈月線
- ひばり野保育所

## アクセス
- 入善町コミュニティバス「のらんマイ・カー」で、「舟見7区公民館」バス停下車後、徒歩約400m・約6分（バス停から学校までの直線距離は約230mだが、道路と校門の位置関係で若干遠廻りとなる）。
  - 新屋線（朝夕のみ運行）で、あいの風とやま鉄道線（旧:JR西日本北陸本線）入善駅前から「舟見7区公民館」バス停まで26分、下車後徒歩。
  - 舟見線（日中のみ運行）で、入善駅前から「舟見7区公民館」バス停まで29分、下車後徒歩。